# Robert Louis Whelan
Robert Louis Whelan SI (ur. 16 kwietnia 1912 w Wallace w stanie Idaho, zm. 15 września 2001) – amerykański duchowny rzymskokatolicki, jezuita, biskup Fairbanks.

## Biografia
17 czerwca 1944 otrzymał święcenia prezbiteriatu z rąk arcybiskupa San Francisco Johna Josepha Mitty'ego i został kapłanem Towarzystwa Jezusowego.
6 grudnia 1967 papież Paweł VI mianował go koadiutorem biskupa Fairbanks na Alasce oraz biskupem tytularnym sicilibbijskim. 22 lutego 1968 w katedrze w Fairbanks przyjął sakrę biskupią z rąk delegata apostolskiego w Stanach Zjednoczonych abpa Luigiego Raimondiego. Współkonsekratorami byli arcybiskup Anchorage John Joseph Thomas Ryan oraz biskup Fairbanks Francis Doyle Gleeson SI.
15 listopada 1968, po przejściu bpa Francisa Gleesona SI na emeryturę, bp Whelan został ordynariuszem diecezji Fairbanks. 13 lutego 1969 odbył ingres. Rządy w diecezji sprawował do 1 czerwca 1985, gdy przeszedł na emeryturę.